# René Le Pays

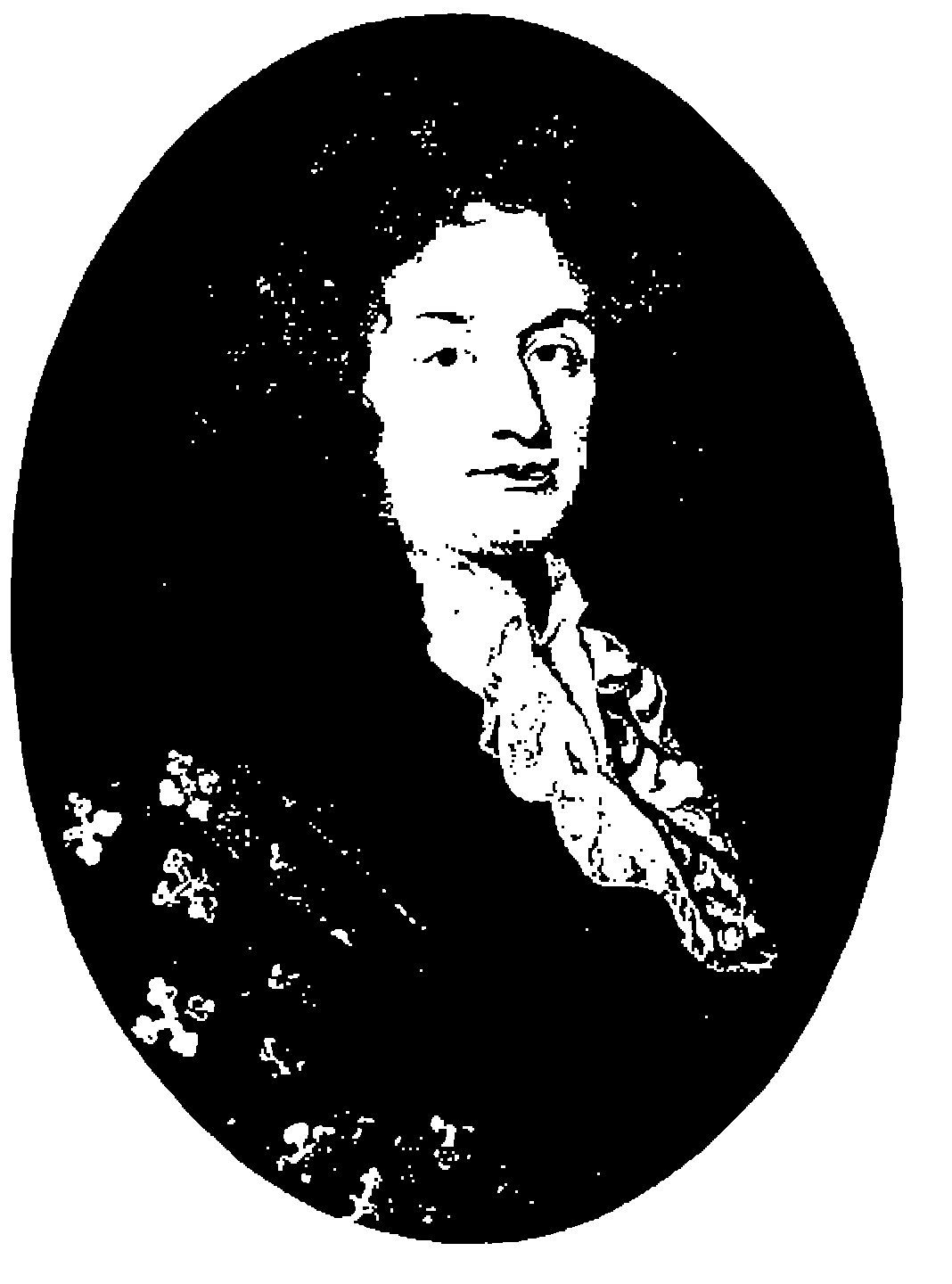
René Le Pays

René Le Pays (* 1636 in Avranches oder 1634; † 30. April 1690 in Paris) war ein französischer Schriftsteller.

## Leben und Werk
Der in Avranches oder Fougères geborene René Le Pays besuchte das Jesuitenkolleg La Flèche. Er stand im Dienste von Mazarin, war mit ihm 1659 in Saint-Jean-de-Luz und reiste dann nach England und Holland. Schließlich wurde er Steuereinnehmer in Grenoble, wo ihm seine Charge, unter der Protektion der Herzogin von Nemours, Zeit ließ für seine dichterischen Neigungen. Der Hauptteil seines Werkes besteht, nach dem Vorbild von Vincent Voiture, aus Briefen.

## Werke
- Amitiez, amours et amourettes. P. Charoys, Grenoble und C. de Sercy, Paris 1664. (zahlreiche Auflagen)
- Zelotyde, histoire galante. Ch. de Sercy, Paris 1666.
- Les Nouvelles oeuvres de M. Le Pays.  A. Wolfgank, Amsterdam 1674, 1687.
  - (moderne Ausgabe) Nouvelles œuvres. Suivies du dialogue: De l’amour et de la raison. Hrsg.  Albert de Bersaucourt (1883–1937). Bossard, Paris 1925.
- Démeslé de l’esprit et du jugement. R. Pépie, Paris 1688.
- Pièces choisies des Oeuvres de M. Le Pays. A. Harondens, Den Haag 1680.